# Leptonema eugnathum
Leptonema eugnathum är en nattsländeart som först beskrevs av Mueller 1921.  Leptonema eugnathum ingår i släktet Leptonema och familjen ryssjenattsländor. Inga underarter finns listade i Catalogue of Life.